# Lago Wanaka
Il lago Wanaka è un bacino d'acqua morenico che si trova nella regione di Otago in Nuova Zelanda.
Situato a un'altitudine di 278 metri sul livello del mare e profondo più di 300 m, copre un'area di 192 km², rendendolo il quarto lago più grande della Nuova Zelanda. L'originale nome in Lingua māori era Oanaka che significa "il luogo di Anaka", nome di un capo tribù locale.
La città vicino ai piedi del lago è anche chiamata Wanaka.

Il lago all'alba.